# Wyssachen
Wyssachen (tot 1908 officieel in het Duits Wyssachengraben) is een gemeente en plaats in het Zwitserse kanton Bern, en maakt deel uit van het district Oberaargau.
Wyssachen telt 1.154 inwoners.